# SBS Open
SBS Open var en av damernas golftävlingar på den amerikanska LPGA-touren. Tävlingen var den första under säsongen och spelades på ön Oahu i Hawaii. Den hölls första gången 2005 och den vanns då av Jennifer Rosales som besegrade Cristie Kerr och hemmaspelaren Michelle Wie med två slag.

## Segrare
| År   | Segrare          |
| ---- | ---------------- |
| 2005 | Jennifer Rosales |
| 2006 | Joo Mi Kim       |
| 2007 | Paula Creamer    |
| 2008 | Annika Sörenstam |
| 2009 | Angela Stanford  |